# Турки в Узбекистане
Турки в Узбекистане (тур. Özbekistan'daki Türkler) — этнические турки, проживающие на территории Узбекистана.

## История

### Османская миграция
Первая Всесоюзная перепись населения Советского Союза 1926 года зафиксировала, что в Советском Союзе проживало 8570 турок. Лица турецкого происхождения больше не учитываются отдельно в переписи населения, предполагается, что те, кто проживал в Узбекистане, либо ассимилировались в узбекское общество, либо покинули страну.

### Миграция турок-месхетинцев
Во время Второй мировой войны Советский Союз готовился начать кампанию давления на Турцию. Вячеслав Молотов, который в то время был министром иностранных дел, обратился к послу Турции в Москве с просьбой о сдаче Турцией трёх анатолийских провинций (Карс, Ардахан и Артвин). Таким образом, война против Турции казалась возможной, и Иосиф Сталин хотел депортировать турецкое население, расположенное в Месхетии, недалеко от турецко-грузинской границы, поскольку во время русско-турецких войн турки этого региона были верны Османской империи и поэтому ожидалось, что они будут враждебно настроены по отношению к советским намерениям. В 1944 году турки-месхетинцы были насильственно депортированы, в основном в Узбекистан, при этом тысячи погибли в пути.
По последней советской переписи, проведённой в 1989 году, в СССР насчитывалось 207 500 турок-месхетинцев, из них более 51,2% были зарегистрированы в Узбекистане. Большинство турок-месхетинцев поселились в Ферганской долине. Однако в 1989 произошли антимесхетинские погромы. В результате них погибло более 100 человек, более 1000 получили ранения. После этого советские власти издали официальное постановление о выселении в Россию 17 000 турок-месхетинцев, практически всего турецкого населения Ферганской долины. Ещё 70 000 турок-месхетинцев из других районов Узбекистана вскоре последовали за первой волной мигрантов и поселились в основном в Азербайджане и России. Для турок, желающих вернуться в Грузию, было поставлено условие сменить фамилию с турецкой на грузинскую, подавляющее большинство турок-месхетинцев отвергло эти условия.

## Демография
Узбекистан не проводил переписи населения с 1989 года, поэтому официальной статистики о нынешнем турецком населении в Узбекистане нет. Международные организации дали приблизительные средние значения. Считается, что в Ташкенте, Сырдарьинской области, Джизаке, Кашкадарьинской области проживает примерно от 15 000 до 20 000 турок. Кроме того, в Бухаре проживает 3000 турок, в Самарканде 4000 и в Навоийской области 2000 человек.

## Известные турки-месхетинцы Узбекистана
- Искендер Азнауров — Национальный герой Азербайджана узбекского происхождения, участвовавший в Первой карабахской войне[22][23][24].
- Бахрам Музаффер — боксёр-любитель[25].
- Тахир Кападзе — футбольный тренер.
- Тимур Кападзе — футболист и менеджер сборной Узбекистана по футболу.
- Микаил Сулейманов — узбекский актёр, копирайтер и кинорежиссёр[26].
- Малик Мухлис Угли — просветитель месхетинских турок.